# Фунікулер з водяним баластом
Фунікулер з водним баластом — фунікулер, що не має електричного двигуна і приводиться в дію водою, яка виконує роль противаги. 
Винахідником цього фунікулера був Ніклаус Ріггенбах, який відомий як творець одного з типів зубчастих залізниць.

## Принцип дії
Як і у звичайного фунікулера, обидва вагони пов'язані тросом незмінної довжини. 
Обидва вагони обладнані баком для води. 
Для приведення вагонів у дію бак нижнього вагона спустошується, а верхній бак, навпаки, наповнюється. 
Таким чином порушується рівновага, верхній вагон переважує і фунікулер приводиться в рух. 
Кількість води обчислюється виходячи з кількості і ваги пасажирів і може досягати 80 літрів на пасажира.
Винятком є фунікулер Залізниця кліфу Лінтон — Лінмут, розташований у Великій Британії. 
У цього фунікулера водою наповнюються обидва баки, по дорозі вони спустошуються.

## Недоліки
Наповнення бака займало багато часу. 
До того ж через замерзання води фунікулер такого типу не міг діяти взимку. 
Тому більшість фунікулерів було перероблено під електричний привід. 
Збереглося лише кілька діючих фунікулерів з водяною противагою.

## Історія

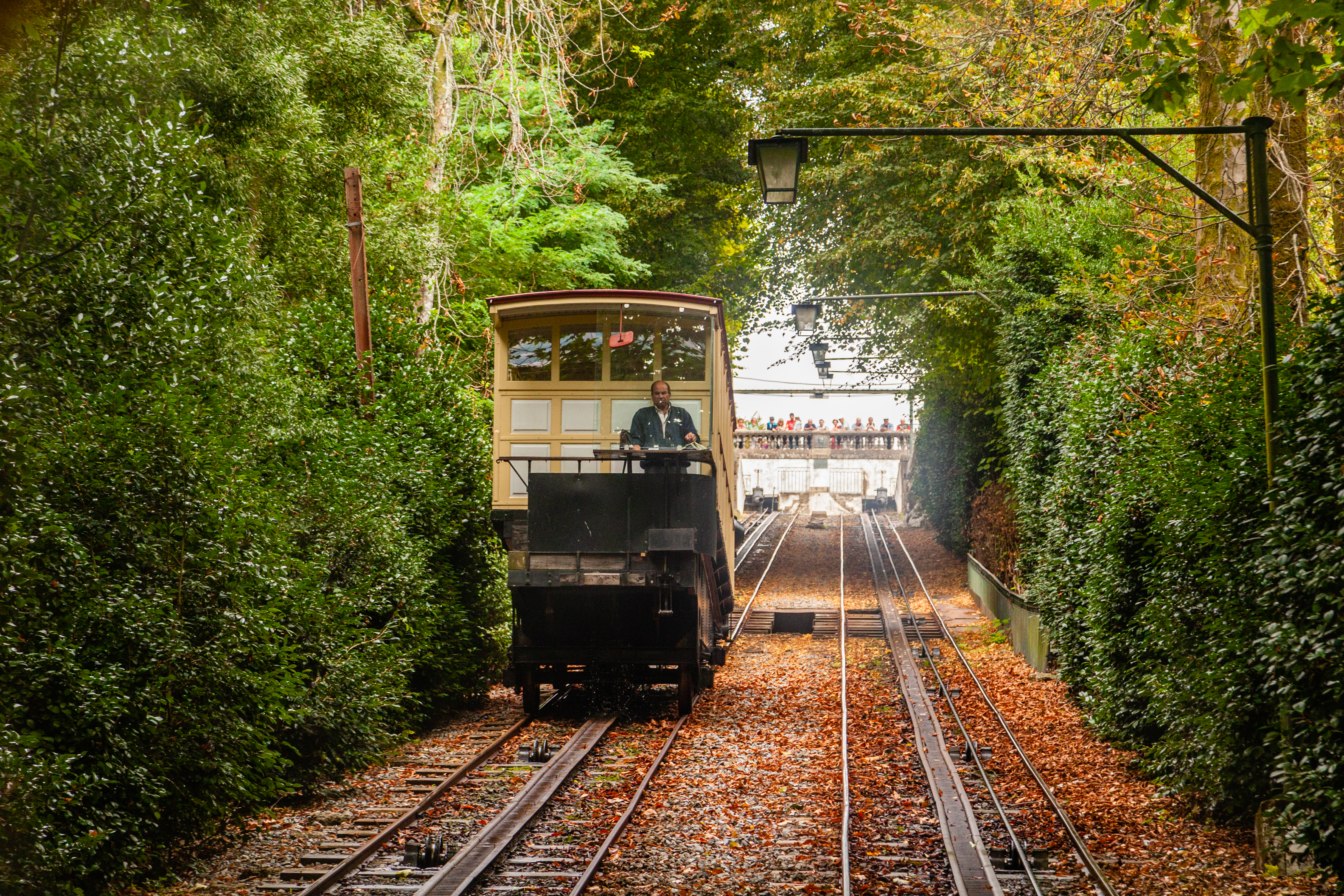
Фунікулер Бон-Жезус

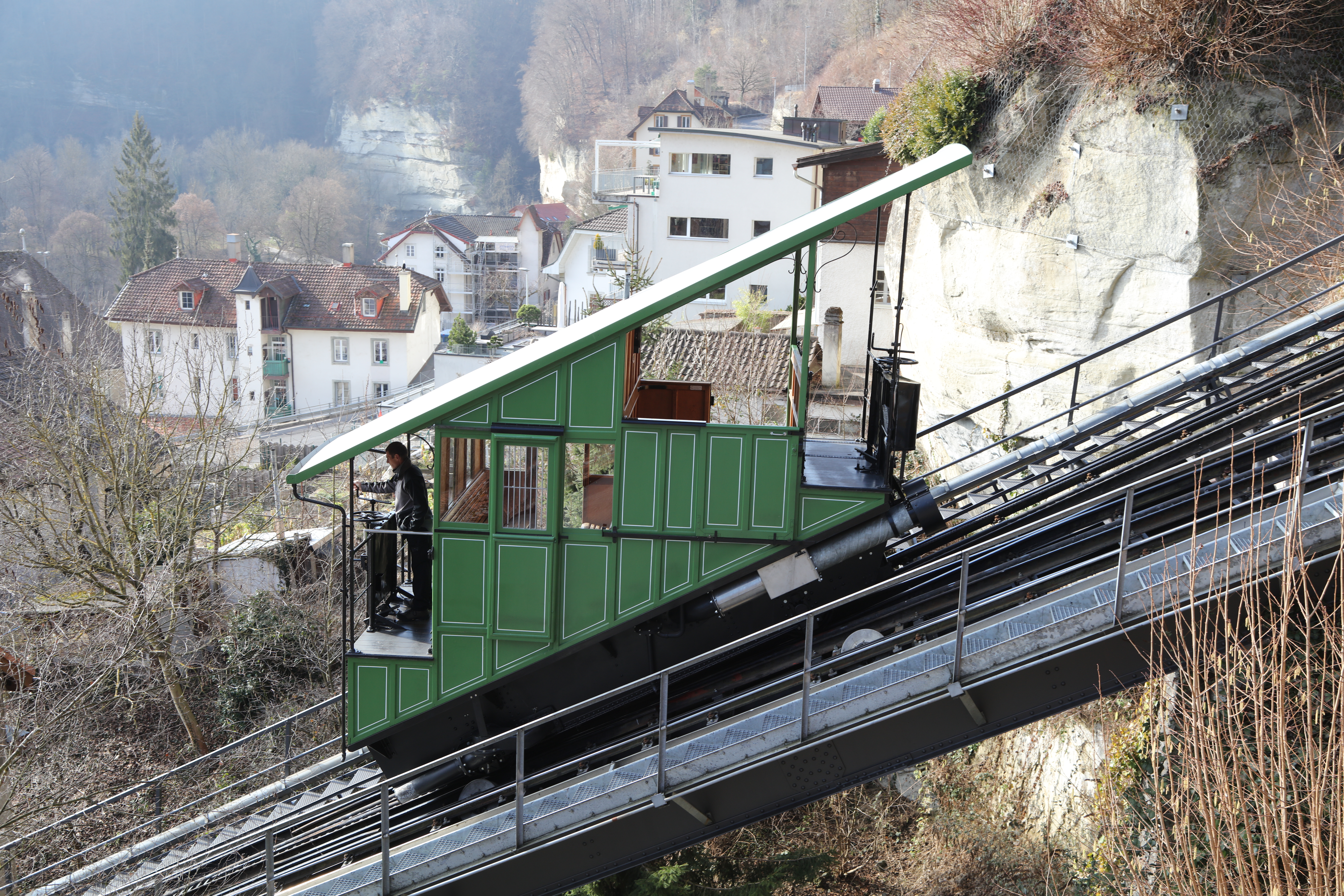
Фрайбурзький фунікулер

Найстарішим об'єктом, ймовірно, була похила залізниця Проспект-парку, відкрита в 1845 році біля Ніагарського водоспаду в США. 
Пізніше лінія була переведена на електрику і була закрита після аварії в 1908 році 
.
Найстарішим об’єктом у Європі є Гісбахбан, відкритий в 1879 році та переведений на електрику в 1948 році.
Фунікулер Бон-Жезус був відкритий у Бразі (Португалія) в 1882 році, це найстаріший об’єкт у світі, який досі працює з водяним баластом.
У Німеччині залишилася лише один Нероберзький фунікулер у Вісбадені . 
У Швейцарії залишився лише Фрайбурзький фунікулер у Фрайбурзі.

## Лінії
(відсортовано за роком відкриття)
- Фунікулер Бон-Жезус, Брага, Португалія (працює з 1882 року, найстаріший у світі)
- Фунікулер кліфу Солтберн[en], Солтберн-бай-зе-Сі, Північний Йоркшир, Велика Британія (діє з 1884 року)
- Фунікулер у Фолкстоні[en], Велика Британія (працює з 1885 р.)
- Нероберзький фунікулер Вісбаден, Німеччина (діє з 1888)
- Залізниця кліфу Лінтон — Лінмут, Велика Британія (діє з 1890 р.)
- Фрайбурзький фунікулер, Фрайбург , Швейцарія (працює з 1899 р.)
- Залізниця Центру альтернативних технологій[en], Центр альтернативних технологій, Уельс, Велика Британія (діє з 1992 року)

### Фунікулери з водним баластом переведені на електрику
Тут наведено лише кілька прикладів, оскільки багато фунікулерів спочатку експлуатувалися з водяним баластом.

#### Німеччина
- Турмбергбан, Карлсруе (відкрито в 1888, переобладнано в 1966)
- Гірська залізниця Гайдельберг (відкрито в 1890, переобладнано в 1907)

#### Австрія
- Фестунгсбан (Зальцбург) (відкритий в 1892, переобладнаний в 1959)

#### Швейцарія
- Гісбахбан[en], Бернське високогір'я (відкрито в 1879 році, переобладнано в 1912 році для приводу з турбіною Пелтона,[2] в 1948 для електроприводу)
- Фунікулер Террите — Гліон[en] (відкрито в 1883, переобладнано в 1975)
- Фунікулер Гюч[en], Люцерн (відкрито в 1884, переобладнано в 1961)
- Марцилібан[en], Берн (відкрито в 1885, переобладнано в 1973)
- Фунікулер Лугано-місто — Лугано-вокзал[en] (відкрито в 1886, переобладнано в 1955)
- Фунікулер Біль — Евілар[en] (відкрито 1887, переобладнано 1923)
- Фунікулер Тгунерсее — Беатенберг[en] (відкрито в 1889, переобладнано в 1911) →
- Полібан, Цюрих (відкрито в 1889, переобладнано в 1897)
- Фунікулер Екліз - План, Невшатель (відкрито в 1890, переобладнано в 1907)
- Гірська залізниця Лаутербруннен — Мюррен[en] (відкрито в 1891 році, переобладнано в 1901 році, канатна дорога з 2006 року)
- Гірська залізниця Райнек — Вальценгаузен[en] (відкрито в 1896 р., зубчаста залізниця з 1958 р.)
- Фунікулер Косоне[en] (відкрито в 1897, переобладнано в 1982)

#### Франція
- Фунікулер Монмартр, Париж (відкрито в 1900, переобладнано в 1931)

#### Чехія
- Фунікулер Летна[de], Прага (відкрито в 1891, переобладнано в 1903)
- Празький фунікулер, Прага (відкрито в 1891, переобладнано в 1932)

### Фунікулери з водяним баластом, переведені на зубчасту рейку
- Мюлеггбан, Санкт-Галлен (відкритий в 1894 році, переобладнаний в 1950 році, похилий ліфт із 1975 року)
- Гірська залізниця Райнек — Вальценгаузен (відкрита в 1896 році, переобладнана в 1958 році)

### Виведені з експлуатації фунікулери з водяним баластом

#### Німеччина
- Краненбергбан[de] в Андернах-на-Рейні (відкритий в 1895 році, закритий в 1941 році)
- Мальбергбан[de] в Бад-Емсі (відкритий в 1887 році, закритий в 1979 році)
- Фунікулер Ешберг[de]

#### Швейцарія
- Фунікулер Гюч, в Люцерні, Швейцарія (відкрито в 1892, переобладнано в 1960, припинив роботу у 2008, похилий підйомник з 2015)
- Вартенштайнбан[en] в кантоні Санкт-Галлен, Швейцарія (відкрито в 1892 році, припинив роботу в 1963 році)
- Шоколадна фабрика Chocolat Suchard[en] у Невшатель - Сер'єрі, Швейцарія (відкрито в 1892, припинив діяльність в 1954)[3]
- Женевська водяна баластна залізниця[en], канатна дорога з матеріалу Дековіль, відкрита приблизно в 1882 році до Буа-де-ла-Баті, закрита
- Фунікулер Лозанна — Уши[en] (відкрито в 1899, закрито в 1948)

#### Інші країни
- Фунікулер де Нотр-Дам-де-ла-Гард[fr] у Марселі, Франція (відкрито в 1892, припинив роботу в 1967)
- Похвалінський і Кремлівський у Нижньому Новгороді, Росія (відкритий 15 липня 1896, припинив діяльність на початку XX століття)